# Hermeneutik (Methode)
Die Hermeneutik als Methode ist ein systematisiertes, praktisches Verfahren, um Texte auf reflektierte Weise verstehen und auslegen zu können. Die hermeneutische Methode wird in der Philosophie, Theologie, Rechtswissenschaft sowie in der Sozial-, Geschichts-, Musik-, Kunst- und Literaturwissenschaft angewendet. Hermeneutik als Methode ist mit der philosophischen Hermeneutik nur teilweise deckungsgleich.

## Grundzüge der Hermeneutik als Methode
Die Hermeneutik ist die Kunst und Theorie des Verkündens, Übersetzens, Erklärens und Auslegens. Bis zum Beginn der Neuzeit wurde die Wortbedeutung als „Kunst der Auslegung“ verstanden. Im 17. Jahrhundert entwickelte sie sich zunehmend zu einer Theorie und praktischen Methode der Auslegung.
Die hermeneutische Methode hat eine lange Tradition und wurde zunächst in der Theologie und Philologie als Methode zur Auslegung sakraler oder philosophischer Texte und Dichtungen verwendet. Später wurde sie auf Gesetze (juristische Hermeneutik) ausgeweitet und schließlich zu Beginn der Neuzeit zu einer allgemeinen Methode der Wissenschaften.
Unter dem Einfluss des neuen Methodenbewusstseins der Neuzeit, das die Objektivität und Freiheit der Wissenschaften von aller subjektiven Willkür zu ihren Grundprinzipien erklärte, kamen verschiedene Bestrebungen auf, die technischen Aspekte der Hermeneutik weiterzuentwickeln und eine allgemeine Auslegungslehre zu entwerfen. Wegweisend für diese Entwicklung waren insbesondere Christian Wolffs Band Philosophia rationalis sive logica (1728) sowie Georg Friedrich Meiers Versuch einer allgemeinen Auslegungskunst (1757). Dennoch blieb die hermeneutische Methode bis zum 18. Jahrhundert auf die Theologie beschränkt und diente mit ihren überwiegend aus der antiken Rhetorik übernommenen methodischen Grundregeln allein didaktischen Zwecken.
Erst Friedrich Schleiermacher etablierte die Hermeneutik als umfassende Verstehenstheorie: Mit seiner Definition der Hermeneutik als „Kunstlehre des Verstehens“ ebnete er den Weg für eine universale Lehre des Verstehens, die in der Folge zur methodischen Grundlage für alle historischen Geisteswissenschaften wurde.

## Hermeneutik als Methode der Wissenschaften

### Theologie
Die Hermeneutik blickt auf eine lange Tradition als genuin theologische Methode zurück. Als Kunst der rechten Auslegung der Heiligen Schrift vermittelte sie ursprünglich einen dogmatischen Anspruch.
Eine erste systematische Untersuchung aus christlicher Sicht lieferte Origenes, der die spätantike Auslegungsmethode der Allegorese auf die sakrale Auslegung übertrug. In Analogie zu Platons Schichtentheorie, die den Menschen in Körper, Seele und Geist gliedert, unterscheidet er einen somatischen (buchstäblichen), einen psychischen (moralischen) und einen pneumatischen (geistlichen) Schriftsinn. Dieses Auslegungsschema wurde durch Johannes Cassianus  im 5. Jahrhundert zur Theorie vom vierfachen Schriftsinn erweitert. Für die Alte Kirche stellte dieses Interpretationsschema den wesentlichen Leitfaden der Bibelauslegung dar.
Die von Tertullian fortgeführten Überlegungen der Alten Kirche zur Hermeneutik erreichten bei Augustinus ihren Zenit. Insbesondere durch den Band De doctrina christiana des Augustinus erreichte die Hermeneutik schon in patristischer Zeit einen hohen Grad methodischer Bewusstheit. Insgesamt verblieb die mittelalterliche Hermeneutik im Rahmen der durch Augustinus vorgegebenen philosophisch-theologischen Konzeption des Verstehens.
Im Kern der theologischen Hermeneutik der Neuzeit stand die Suche nach einem neuen Verständnis der originalen Quellen. Ihr verdeckter oder entstellter Sinn sollte wieder aufgesucht und erneuert werden. In der frühen Aufklärung strebte die theologische Hermeneutik deshalb schließlich danach, eigene allgemeine Regeln des Verstehens zu entwickeln und auf biblische Texte anzuwenden.
Zentrale Impulse hierfür bezog die Hermeneutik als theologische Methode aus der Reformation mit ihrer Rückwendung zum Wort der Heiligen Schrift. An die Stelle der dogmatischen Überlieferung, des Traditionsprinzips, tritt bei Martin Luther das Schriftprinzip. Nach anfänglicher Anwendung der Allegorese bezog sich Luther ausschließlich auf den Wortsinn und wandte wie Calvin in der Interpretation der Heiligen Schrift bevorzugt klassische philologische Methoden an. Parallel zu der Zurückweisung der Lehre von der Verbalinspiration setzte die Historisierung der Bibel ein, mit der zunehmend auch profane Literatur in den Fokus der Hermeneutik trat. Die Hermeneutik wurde damit im Gefolge der Reformation zu einer historisch-philologischen Arbeitsmethode fortentwickelt. Hierfür ist insbesondere die Arbeit des Juristen Hugo Grotius, der als Erster zwischen der historischen und dogmatischen Textinterpretation unterschied, sowie des Theologen Johann Jakob Wettstein, der eine allgemeine historisch-philologische Methodik anstrebte, hervorzuheben.
Mit Schleiermacher fand eine Ausweitung der hermeneutischen Theologie über ihre Fachgrenzen hinaus statt, in deren Gefolge die theologische Hermeneutik lediglich noch einen Unterfall einer allgemeinen Hermeneutik bildete. Hieran knüpfen in der Folge Friedrich Lücke, ein Schüler Schleiermachers, David Friedrich Strauss, Ferdinand Christian Baur, Albrecht Ritschl, Johann Christian Konrad von Hofmann, Ernst Troeltsch und Adolf von Harnack an.
Eine Zäsur innerhalb der theologischen Hermeneutik markierte schließlich die Dialektische Theologie, in deren Kontext v. a. Rudolf Bultmann stand. Bultmann knüpfte an Schleiermacher und Wilhelm Dilthey an und vereinte die historisch-wissenschaftliche Bibelkritik mit theologischen Fragestellungen. Er betonte, dass die Bedingung der Auslegung darin liege, dass Interpret und Autor als Menschen in der gleichen geschichtlichen Welt lebten und sich gemeinsam in einem verstehenden Umgang mit Gegenständen und Mitmenschen befänden.

### Philosophie
Die Aufgabe der Hermeneutik im Feld der Philosophie bildet die Praxis und Theorie der Interpretation, die sich auf philosophische Texte bezieht. Davon abzugrenzen ist die hermeneutische Philosophie, die nach den Bedingungen der Möglichkeit des Verstehens und der Verständigung im Reden und Handeln fragt.
Bereits bei Platon und Aristoteles ist der griechische Begriff der hermeneutiké bzw. hermeneias angelegt, wurde jedoch von keinem der beiden systematisch zum Ausgangspunkt einer Verstehenslehre gewählt und fand keinen Eingang in die lateinische Sprache. Vielmehr war es erst Johann Konrad Dannhauer, der den Begriff ins Lateinische übertrug und in den Titel seines für die Entwicklung der Hermeneutik insgesamt zentralen Werkes Hermeneutica sacra sive methodus exponendarum sacrarum litterarum (1654) aufnahm.
Im 17. und 18. Jahrhundert prägten insbesondere Philosophen wie Johann Heinrich Alsted, Franciscus de Sancto, Martin Chladenius und Georg Friedrich Meier die weitere Ausbildung einer hermeneutischen Methode im Feld der Philosophie. Am Übergang vom 18. zum 19. Jahrhundert trägt Friedrich Schleiermacher maßgeblich zur Ausweitung der hermeneutischen Methode auf weite Wissensbereiche bei. Er verstand die Hermeneutik als eine systematische Kunstlehre des Verstehens, die die Grenzen der Philosophie und Theologie überschreiten will. Seine These, dass ein Autor nur im Nachvollzug seiner gesamten Lebenssituation verstanden werden könne, bildet einen wichtigen Referenzpunkt für Wilhelm Diltheys Ansatz. Dilthey zielte auf die systematische Neubegründung der Idee der Geisteswissenschaften als einer verstehenden und beschreibenden Psychologie. Mit dieser psychologischen Wende in der Hermeneutik werden die normativen Ansprüche der bisherigen Tradition aufgegeben. Dilthey gilt als Begründer der Geisteswissenschaften und hat mit seiner Hermeneutik zu ihrer methodischen Fundierung einen wichtigen Beitrag geschaffen. Er konzipierte die Hermeneutik als eine Lehre des Verstehens, deren Gegenstand alle Lebensäußerungen sind. Die hermeneutische Methode erfährt bei ihm somit eine Ausweitung über alle Fachgrenzen hinaus auf prinzipiell alle „Objektivationen des Lebens“.
Insbesondere innerhalb der Phänomenologie fand vor dem Hintergrund hermeneutischer Überlegungen eine intensive Rezeption der Schriften Diltheys statt. Auch Hans-Georg Gadamer knüpft mit seiner Arbeit Wahrheit und Methode. Grundzüge einer philosophischen Hermeneutik (1960) an Dilthey an. Gadamer konzipiert seine Hermeneutik vor dem Hintergrund der Idee, dass die Sinnverständigung mit den Lebenden und das Sinnverstehen der Vergangenheit in eine Wirkungsgeschichte eingebettet seien, die den Lebens- und Erkenntnishorizont des Verstehenden und den Objekt-Horizont umfasse.
Jürgen Habermas entwickelte Gadamers Hermeneutik kritisch fort. Dabei kritisiert er zum einen die Hermeneutik als unkritische Methode, bejaht jedoch zum anderen ihre enge Lebensgebundenheit. Zusammen mit Gadamers Beitrag entfaltete Habermas’ Konzeption die stärkste Wirkung auf gegenwärtige Überlegungen zu einer hermeneutischen Methode im Kontext der Philosophie.

### Rechtswissenschaften
Den Ausgangspunkt der juristischen Hermeneutik bildet das Gesetzeswerk des Kaisers Iustinian I., das im Mittelalter nach Italien und Westeuropa gelangte und dort unter der Bezeichnung „Corpus iuris civilis“ zusammengefasst wurde. Im 14. Jahrhundert begann die Rezeption des Römischen Rechts auch in heutigen deutschen Gebieten. Mit dem Humanismus setzte die Kritik der iustinianischen Rechtsquellen ein, wozu die historisch-kritische Methode einen wichtigen Beitrag leistete. Seit der Rezeption des Römischen Rechts besteht neben der theologischen auch eine rechtswissenschaftliche Hermeneutik. Mit der theologischen Hermeneutik teilte sie die dogmatische Aufgabe, denn es ging ihr nicht nur darum, das römische Recht zu verstehen, sondern auch seine Dogmatik zu erfassen. Im Gegensatz zur theologischen arbeitet die juristische Hermeneutik jedoch mit Dokumenten, die nicht – wie die Bibel – festgeschrieben sind, sondern sich im Wandel der Gesetzgebung verändern können.
Im 16. Jahrhundert begann eine Phase intensiver Überarbeitungen der ursprünglichen Quellen und Entwicklung neuer Gesetze, im Rahmen derer etwa die Constitutio Criminalis Carolina (1532) entstand. Insbesondere im Anschluss an die Naturrechtstheoretiker des 17. Jahrhunderts, die eine systematisch-produktive Perspektive einnahmen und die Ausbildung neuer Rechtssysteme anstrebten, wurden im 18. Jahrhundert diverse neue Gesetze konzipiert, wie z. B. das Allgemeine Landrecht in Preußen (1794) oder der französische Code civil (1804).
Mit der Schaffung moderner Gesetzeskodifikationen verlor die Hermeneutik des Rechts ihre vormals dogmatische Aufgabe und wurde zunehmend in das Feld der Rechtsgeschichte integriert. Hierzu trug bereits zu Zeiten der Romantik die „Historische Rechtsschule“ um Friedrich Carl von Savigny bei, die eine Verbindung der historischen mit der systematischen Methode anstrebte, um eine „positive Rechtswissenschaft“ zu entwickeln. Die hermeneutischen Theorie befasst sich mit der Frage, wann die Auslegung eines verbindlichen Rechtstextes zulässig ist. Im angelsächsischen und französischen Rechtskreis pflegt man diese Frage bis heute unter Stichworten wie Sens clair- oder Acte clair-doctrine zu erörtern. Danach verbietet sich die Auslegung, wenn ein Rechtstext klar und eindeutig formuliert ist. Die Sens clair-doctrine beruht auf dem Gedanken, dass ein Text nur dann der Auslegung bedürftig sei, wenn er dunkel, zweifelhaft oder unklar sei. Im deutschsprachigen Rechtskreis herrscht dagegen die Ansicht, dass im Grundsatz auch eindeutig formulierte Rechtstexte auslegungsfähig seien. Diese Auffassung pflegt man auf die Wende zur modernen Hermeneutik zurückzuführen, die in den Rechtswissenschaften durch Friedrich Carl von Savigny vollzogen wurde. Im Gegensatz zur vorkritischen Hermeneutik beruht die moderne Hermeneutik auf der Prämisse, dass nicht das Verstehen, sondern das Missverstehen die Regel ist. Deshalb bedürfen auch scheinbar klare oder eindeutige Texte der Auslegung.

### Sozialwissenschaften
Die Hermeneutik als Methode ist auch in den Sozialwissenschaften präsent. Hier geht es nicht um das Verständnis von Texten als solche, sondern einerseits um die Interpretation von Interaktionsprozessen, andererseits um das Verständnis von in einem sozialen und situativen Kontext entstandenen und vermittelten Texten, Geschichten, Kunstwerken, Alltagsaktivitäten usw., also um ihre Deutung als Produkte von Interaktions- und Kommunikationsprozessen (sog. Hermeneutische Wissenssoziologie). Da dieser Kommunikationsprozess an Texten nicht mehr aufzuzeigen ist, setzt seine hermeneutische Analyse z. B. eine teilnehmende Beobachtung und/oder Aufzeichnung dieser Interaktionsprozesse voraus. Ansätze, die versuchen, diesen methodischen Anspruch einzulösen, finden sich in der Ethnomethodologie und interkulturellen Hermeneutik. Zu den Vorläufern kann man den symbolischen Interaktionismus zählen, der allerdings wie auch die objektive Hermeneutik die Sinnstrukturen der Objektivierungen menschlichen Handelns nicht auf subjektive Intentionen zurückführt.

### Psychologie
William Stern unterschied zu Beginn des 20. Jahrhunderts grundlegend zwischen der hermeneutischen Aufgabe des Biographen, der ein einfühlsames und ganzheitliches Bild einer im Erleben und Verhalten einheitlichen Persönlichkeit zeichnen und vermitteln soll, und der analytischen Aufgabe des Psychologen, der die Gesamtheit und Verschiedenheit der in einer Person angelegten unzähligen Einzelmerkmale und Charakterzüge erfasst (siehe Differentielle Psychologie). Die moderne Biographieforschung bedient sich unterschiedlicher Methoden, die meist auf der Rekonstruktion der sprachlichen Äußerungen im Interaktionsprozess mit dem Biographen (also in einer Interviewsituation) basieren.
Für die hermeneutische Erschließung des Fremdpsychischen jenseits der manifesten, also sprachlich vermittelten und sozial geteilten Sinnebene hat vor allem die Psychoanalyse Methoden entwickelt, die freilich umstritten sind (Traumdeutung). Die sog. Tiefenhermeneutik Alfred Lorenzers zum Verständnis kultureller Objektivationen schließt ebenso wie die Kritische Theorie an die Psychoanalyse an.